# Subfossile
 (mai 2012).
Le terme « subfossile » fait référence à une fossilisation incomplète, soit que le temps ait manqué pour l'accomplissement du processus de minéralisation ou reminéralisation, par exemple pour les restes d'une espèce récemment éteinte, soit parce que l'individu n'est pas mort dans des conditions optimales pour une fossilisation complète[réf. nécessaire].
Des « subfossiles » antérieurs au Mésozoïque sont exceptionnels ; la plupart datent de l'ère quaternaire[réf. nécessaire].

## Particularités liées à la subfossilisation
Ce stade incomplet de fossilisation intéresse de nombreux chercheurs, car des traces de matière organique, voire de l'ADN plus ou moins bien conservé, peuvent subsister dans certains échantillons[réf. nécessaire]. 

Ces traces permettent :
- une datation au radiocarbone (carbone 14) plus fiable ;
- une tentative d'extraction et de séquençage de l'ADN de l'individu ;
- l'analyse d'autres biomolécules qui peuvent renseigner sur l'individu échantillonné, mais aussi sur le paléoenvironnement et les conditions écologiques dans lesquels il a vécu.

Les subfossiles sont souvent trouvés dans des sédiments (marins ou de lac), dans des tourbières ou certains sols[réf. nécessaire]. Une fois extraits et exposés à l'air, ils peuvent se dégrader rapidement.

## Exemples
Parmi les subfossiles les plus souvent trouvés dans les sédiments, tourbières ou sols du Quaternaire, se trouvent[réf. nécessaire]:
- des capsules de tête de chironomidés,
- des carapaces d'ostracodes,
- des diatomées,
- des foraminifères,
- beaucoup d'autres microfossiles[réf. nécessaire].

Quelques espèces géantes récemment éteintes du fait de leur chasse par l'homme ne sont connues que par des ossements subfossiles[réf. nécessaire], par exemple :
- un primate lémurien géant éteint du Nord-Ouest de Madagascar, Palaeopropithecus, qui, selon les paléontologues, se déplaçait suspendu sous les branches, à la manière des paresseux[1];
- l'oiseau géant Sylviornis neocaledoniae qui vivait en Nouvelle-Calédonie jusqu'après la période de la dernière glaciation[réf. nécessaire].

## Intérêt paléoenvironnemental
Les subfossiles sont souvent utilisés pour étudier l'évolution récente du climat et de l'environnement ou pour la paléoclimatologie[réf. nécessaire].